# Hilda welwitschi
Hilda welwitschi är en insektsart som beskrevs av William Lucas Distant 1917. Hilda welwitschi ingår i släktet Hilda och familjen Tettigometridae. Inga underarter finns listade i Catalogue of Life.